# Pobres Hermanas Franciscanas de la Adoración Perpetua
La Congregación las Pobres Hermanas de San Francisco de la Adoración Perpetua (oficialmente en latín: Congregatio Sororum Pauperum Franciscalium ab Adoratione Perpetua) es un instituto religioso católico femenino, de vida apostólica y de derecho pontificio, fundado en 1863 por la religiosa alemana Maria Theresia Bonzel en Olpe. A las religiosas de este instituto se les conoce como Pobres Hermanas Franciscanas de la Adoración Perpetua o simplemente como Franciscanas de la Adoración Perpetua y posponen a sus nombres las siglas O.S.F.

## Historia

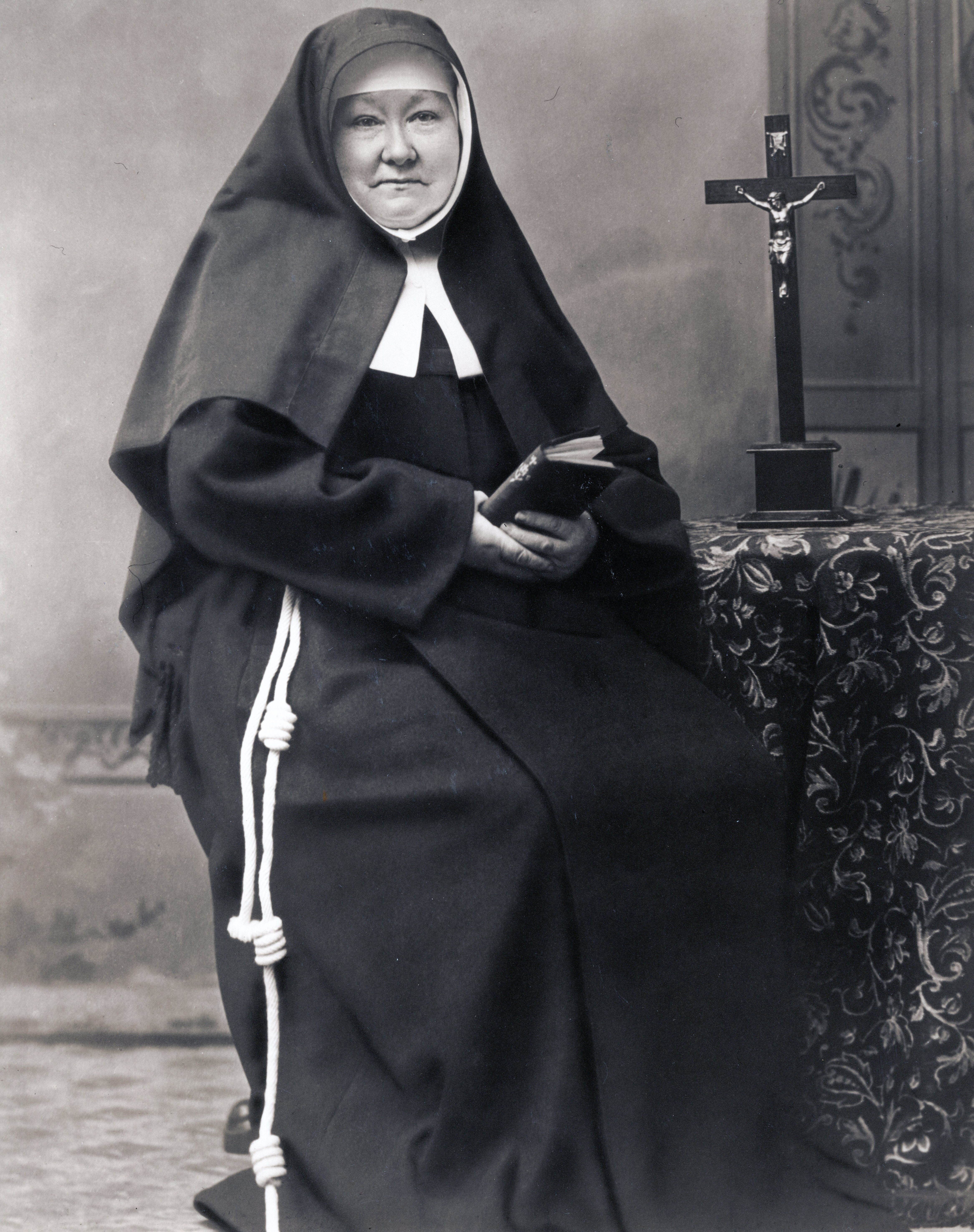
Maria Theresia Bonzel (1830-1905), fundadora de la congregación, es venerada como beata en la Iglesia católica.

La congregación tiene su origen en la de las Hermanas Franciscanas Hijas de los Sagrados Corazones, fundadas en Olpe (Alemania) por Clara Pfänder en 1859. En 1863 la fundadora se estableció con la mayor parte de sus compañeras en Salzkotten, sin embargo en Olpe quedó Maria Theresia Bonzel, quien independizó la comunidad de aquella, formando así un nuevo instituto en 1863, con el nombre de Pobres Hermanas Franciscanas de la Adoración Perpetua.
La obra de Bonzel fue aprobada como congregación religiosa de derecho diocesano por Martin Konrad, obispo de Paderborn, el 20 de julio de 1863. Fue elevada a la categoría de congregación pontificia por el papa Pío XI, mediante decretum laudis del 31 de enero de 1931 y agregada a la Orden de Frailes Menores el 3 de noviembre de 1904.

## Organización
La Congregación las Pobres Hermanas de San Francisco de la Adoración Perpetua es un instituto religioso de derecho pontificio y centralizado, cuyo gobierno es ejercido por una superiora general. La sede central se encuentra en Olpe (Alemania).
Las franciscanas de la adoración perpetua se dedican a la adoración perpetua del Santísimo Sacramento y a las obras de misericordia. En 2017, el instituto contaba con 392 religiosas y 44 comunidades, presentes en Alemania, Brasil, Estados Unidos y Filipinas.